# Richard Rasmussen
Richard Rasmussen (São Paulo, 15 de fevereiro de 1970) é um naturólogo, economista, biólogo, apresentador brasileiro e embaixador do ecoturismo brasileiro pela Embratur, sob o governo Bolsonaro.
Em 2008, formou-se em Biologia pela Universidade Ibirapuera, com cadastro ativo no Conselho Federal de Biologia (CFBio). Também é formado em Economia pela Universidade de São Paulo. No último ano do curso de Biologia, chegou a interromper os estudos para dar prosseguimento às expedições do quadro de televisão Selvagem ao Extremo na RecordTV (depois chamado de Aventura Selvagem, no SBT, que apresentava até sua saída do SBT no dia 20 de abril de 2014. De maio de 2015 até 2017 apresentou na Rede Bandeirantes o programa Sábado Animal.

## Biografia
Descendente de dinamarqueses, Richard Rasmussen foi criado em São Roque, cidade do interior, em uma chácara, até os dez anos de idade. Seu pai costumava fazer muitas viagens a trabalho e Richard, filho único, passava a maior parte do tempo com a mãe em meio à mata e aos animais.
| “         | Sem dúvida este contato com os animais domésticos da chácara e os silvestres da mata foi determinante em meu processo e minhas escolhas | ” |
| — Richard | |   |

O avô paterno de Richard era um italiano amante das belezas naturais do Brasil e costumava realizar viagens para o Mato Grosso e para o Amazonas várias vezes durante o ano. A partir dos doze anos Richard começa a viajar com o avô, aventurando-se pelas matas brasileiras.
Richard passou dez anos trabalhando como auditor, e enquanto isso se dedicava à construção de um criadouro conservacionista, onde abrigou diversos animais que vinham dos mais diferentes locais, como da polícia ambiental, do comércio ilegal e de resgate de fauna. No criadouro "Casa da Tartaruga", durante oito anos, Richard aprendeu na prática, junto de outros biólogos, boa parte do que apresentou em seu programa de televisão Selvagem ao Extremo.
O criadouro foi fechado em 2005 por irregularidades, após notificações do IBAMA e algumas autuações, que totalizaram mais de 280 mil reais em multas. As irregularidades variavam desde fugas, morte de alguns espécimes por cães que circulavam livremente na área, até indícios de tráfico, pela falta de comprovação de origem de animais e o fato das vistorias apontarem movimentação de animais: de uma vistoria para a outra, apareciam e desapareciam espécimes.
Em março de 2005, Richard criou o quadro Selvagem ao Extremo, que foi ao ar todos os domingos no programa Domingo Espetacular, da RecordTV. O quadro era apresentado de uma forma irreverente e espontânea, mostrando diferentes culturas e ocorrências de situações inusitadas, tendo sido um sucesso entre os amantes da natureza e da aventura. As matérias eram reapresentadas num programa só seu, que tinha o mesmo título, na Record News.

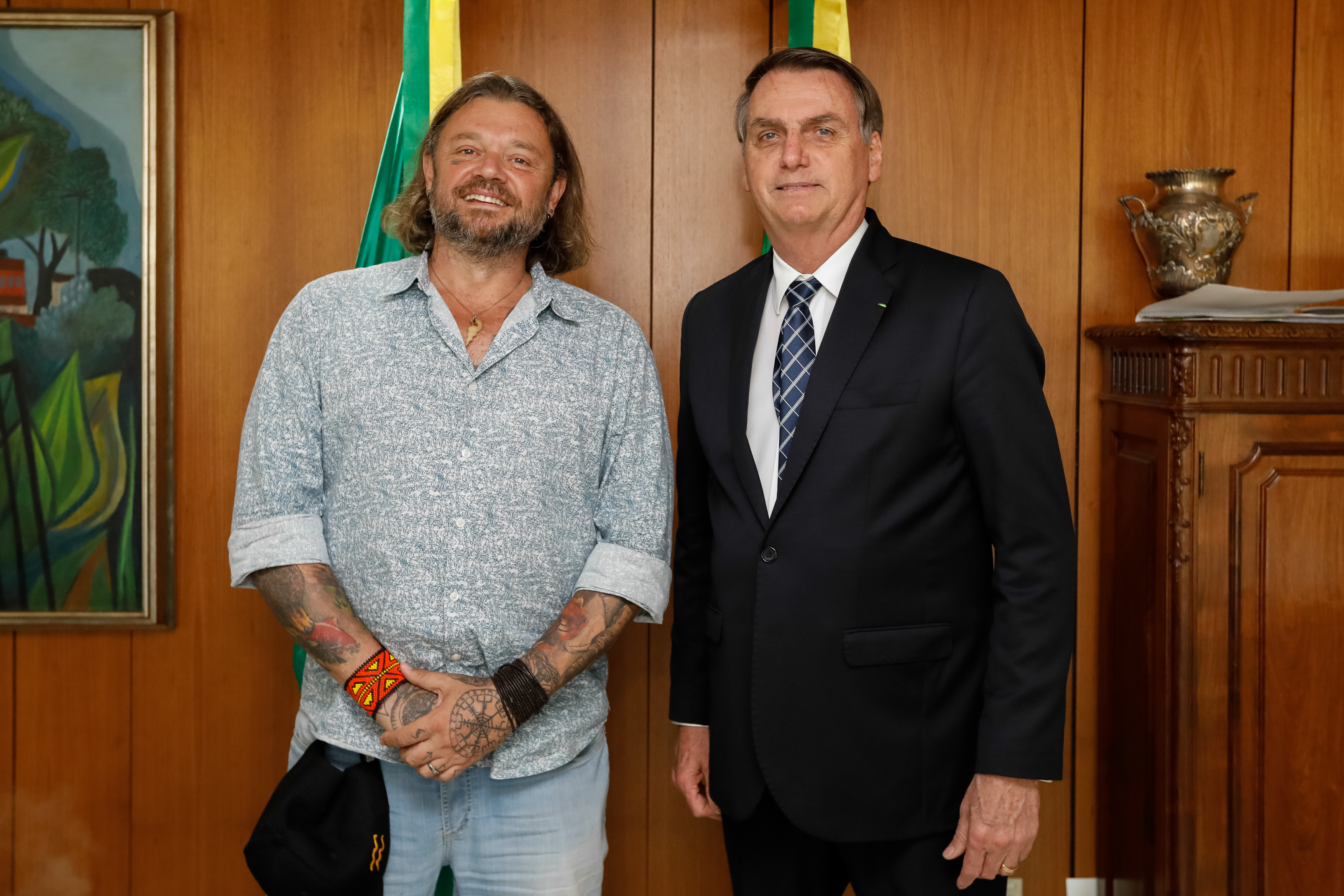
O então presidente, Jair Bolsonaro e Richard Rasmussen durante evento de nomeação como Embaixador do Turismo em agosto de 2019.

Em agosto de 2009, foi contratado pelo SBT, onde apresentou o programa Aventura Selvagem até 20 de abril de 2014.
Em agosto de 2013, estreou um novo programa no canal pago National Geographic, O Mundo Selvagem de Richard Rasmussen.
Como naturalista, sempre observa a natureza, procurando estudá-la e entendê-la constantemente. Tem como inspiração para seus estudos, o evolucionista Charles Darwin, que foi um amante da natureza e criador da teoria da seleção natural. Richard também participa de projetos ambientais e palestras por todo o Brasil. Em fevereiro de 2015, assinou contrato com a emissora de TV Band, passando a comandar 23 de maio, junto com Manu Karsten, o programa Sábado Animal, exibido nas tardes de sábado,
 apresentando o programa até 2017, quando deixou a emissora.[carece de fontes?]
Foi nomeado "Embaixador do Turismo Brasileiro" em 2 de agosto de 2019 pela Embratur, para a divulgação do turismo no Brasil. Em maio de 2019, o apresentador se transfere para a TV Paraná Turismo onde apresenta o programa As Aventuras de Richard no Paraná. Em 9 de agosto de 2020 estreia na TV Cultura o Programa Brasil Biomas.

## Controvérsias

### Encenação e morte de boto-cor-de-rosa
Richard foi acusado por pescadores do Amazonas de lhes ter pago cem reais para abater uma fêmea prenha de boto rosa durante uma gravação, para forjar uma denúncia de abate daqueles animais, as imagens foram ao ar no programa dominical televisivo Fantástico em julho de 2014. Rasmussen confirmou que participou da gravação, negando que tenha pago aos pescadores para que matassem o boto e que sua intenção era alertar a população sobre a matança de botos. Nas imagens, pescadores ribeirinhos matam um animal afogado e o cortam em pedaços com o objetivo de usar a carne como isca para o peixe piratinga.

### Multas ambientais
Quando foi nomeado como Embaixador do Turismo, em 2019, a revista Veja divulgou que Richard acumulava multas aplicadas pelo Ibama no total de R$ 268 mil, por manter animais em cativeiro sem a devida autorização.
Em outubro de 2020, Richard fechou um acordo com órgãos ambientais do governo e o Ministério Público Federal, substituindo o pagamento em dinheiro das multas ambientais por uma série de expedições em Unidades de Conservação) administradas pelo governo. Na época, o valor cobrado pelas multas atinge cerca de R$ 8,9 milhões. Segundo a proposta, Rasmussen faria uma "reparação 'in natura'" na forma de uma série de viagens que, segundo ele, irão durar cinco anos e passar por 46 unidades de conservação, com o projeto financiado pela iniciativa privada.

### Hipótese do "Boi bombeiro"
Em outubro de 2020, durante entrevista ao então deputado federal Eduardo Bolsonaro, Rasmussen afirmou que as queimadas no centro-oeste aumentaram à época aconteciam porque “o boi foi embora do Pantanal”.A hipótese do “boi bombeiro” consiste na ideia de que o gado, por consumir pasto seco e inflamável, ajudaria a prevenir que as chamas se alastrassem. A ministra da Agricultura do período, Tereza Cristina Dias, foi a primeira figura do governo de Jair Bolsonaro a defender tal teoria conspiracionista - visto que tal hipótese é infundada cientificamente: a presença de gado na região cresceu nos últimos anos, contradizendo tais falas.

### Críticas sobre índices de desmatamento
Em 2019, ele afirmou, em entrevista à revista Época, que a alta do desmatamento na Amazônia era "pouco provável":
"Eu acho pouco provável, por uma razão só: a Amazônia tem um período chamado inverno, onde a água sobe. Existem as terras altas e secas, que não são inundadas, que tem mais desmatamento. O desmatamento acontece normalmente no segundo semestre, que é quando chove menos, não tem atoleiro, é difícil uma máquina arrancar árvores quando está debaixo da chuva. Essa é uma dedução que eu, especialista em Amazônia, posso concluir. Existe uma divergência nos números."

## Filmografia

### Televisão
| Ano           | Título                            | Cargo        | Notas                       | Emissora                       |
| ------------- | --------------------------------- | ------------ | --------------------------- | ------------------------------ |
| 2005-2009     | Domingo Espetacular               | Apresentador | Quadro: Selvagem ao Extremo | RecordTV                       |
| 2009-2014     | Aventura Selvagem                 | Apresentador |                             | SBT                            |
| 2015 - 2017   | Sábado Animal                     | Apresentador |                             | Band                           |
| 2019-presente | As Aventuras de Richard no Paraná | Apresentador |                             | TV Paraná Turismo e TV Cultura |
| 2020-presente | Brasil Biomas                     | Apresentador |                             | TV Cultura                     |

### Internet
| Ano           | Título            | Cargo        | Plataforma |
| ------------- | ----------------- | ------------ | ---------- |
| 2016-presente | Richard Rasmussen | Apresentador | YouTube    |